# Rectolejeunea setacea
Rectolejeunea setacea là một loài Rêu trong họ Lejeuneaceae. Loài này được (Stephani) R.M. Schust. miêu tả khoa học đầu tiên năm 1980.